# Wybory komunalne w Brandenburgii w 2003 roku

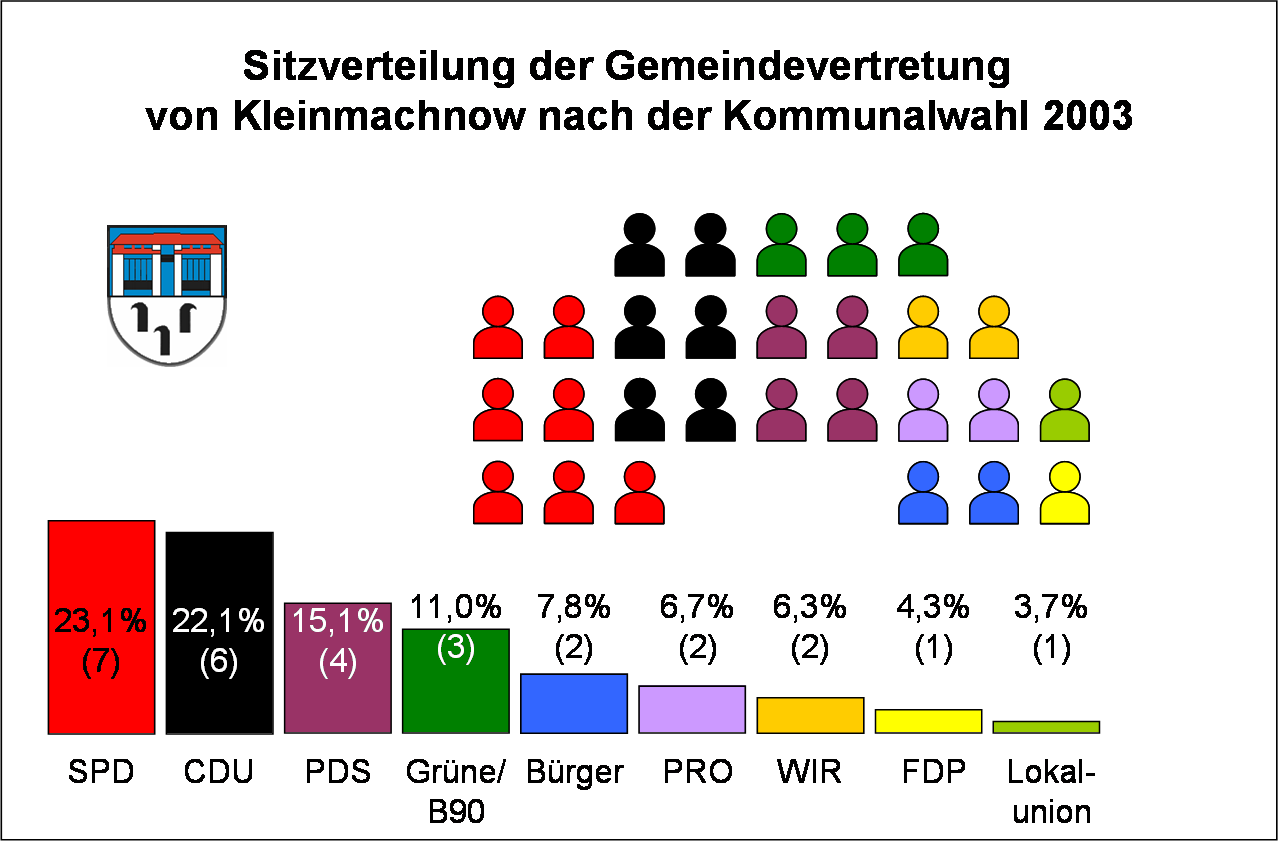
Wyniki wyborów komunalnych w Kleinmachnow w 2003 r.

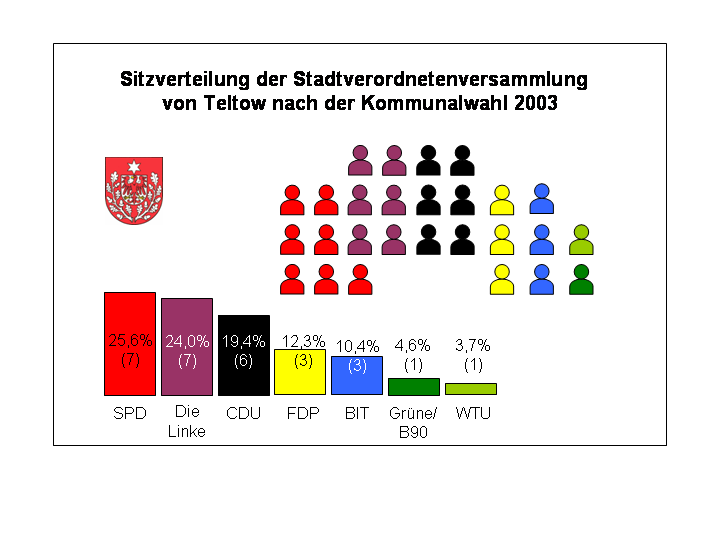
Wyniki wyborów komunalnych w Teltow w 2003 r.

Wybory komunalne w Brandenburgii w 2003 roku odbyły się 26 października. Zgodnie z oficjalnymi wynikami zwycięstwo odniosła CDU, która uzyskała ok. 27,8% głosów.

## Wyniki zbiorcze w skali landu
| Partia                                            | Wyniki w % |
| ------------------------------------------------- | ---------- |
| Christlich Demokratische Union Deutschlands (CDU) | 27,80      |
| Sozialdemokratische Partei Deutschlands (SPD)     | 23,54      |
| PDS                                               | 21,31      |
| Freie Demokratische Partei (FDP)                  | 6,34       |
| Bündnis 90/Die Grünen (Grüne)                     | 4,17       |
| Deutsche Volksunion (DVU)                         | 1,03       |
| Inne                                              | 15,81      |